# Antime
Antime is een plaats (freguesia) in de Portugese gemeente Fafe en telt 1589 inwoners (2001).

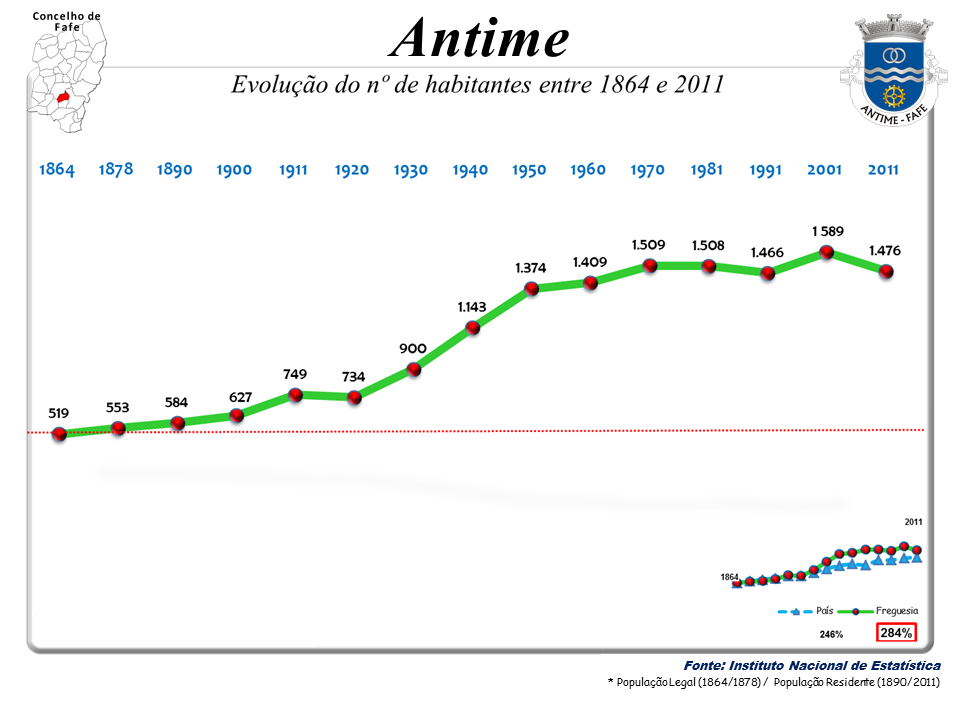
Bevolkingsontwikkeling tussen 1864 en 2011